# ورخنه‌اولو-یلگا
ورخنه‌اولو-یلگا (انگلیسی: Verkhneulu-Yelga) یک شهرک در شهرستان یرمکیفسکی استان باشقیرستان کشور روسیه است.